# Campeonato Mundial de Gimnasia Rítmica de 1997
El XXI Campeonato Mundial de Gimnasia Rítmica se celebró en Berlín (Alemania) entre el 23 y el 26 de octubre de 1997 bajo la organización de la Federación Internacional de Gimnasia (FIG) y la Federación Alemana de Gimnasia.

## Resultados
| Evento                        | Oro                                                               | Plata                                 | Bronce                                                           |
| ----------------------------- | ----------------------------------------------------------------- | ------------------------------------- | ---------------------------------------------------------------- |
| Concurso completo ind.        | Elena Vitrichenko · Ucrania · 39,900 pts.                         | Natalia Lipkovskaya Rusia 39,866 pts. | Yanina Batirchina Rusia 39,832 pts.                              |
| Cuerda                        | Yanina Batirchina · Rusia / · Elena Vitrichenko · Ucrania · 9,955 |                                       | Natalia Lipkovskaya Rusia 9,950                                  |
| Mazas                         | Elena Vitrichenko · Ucrania · 10,000                              | Yanina Batirchina Rusia 9,950         | Natalia Lipkovskaya · Rusia / · Tatiana Popova · Ucrania · 9,900 |
| Cinta                         | Elena Vitrichenko · Ucrania · 10,000                              | Natalia Lipkovskaya Rusia 9,995       | Eva Serrano Francia 9,933                                        |
| Aro                           | Natalia Lipkovskaya Rusia 10,000                                  | Elena Vitrichenko · Ucrania · 9,995   | Eva Serrano Francia 9,950                                        |
| Concurso completo por equipos | Rusia 118,678                                                     | Bielorrusia · 118,264                 | Ucrania · 118,229                                                |

## Medallero
| Núm. | País        | Oro | Plata | Bronce | Total |
| ---- | ----------- | --- | ----- | ------ | ----- |
| 1    | Ucrania     | 4   | 1     | 2      | 7     |
| 2    | Rusia       | 3   | 3     | 3      | 9     |
| 3    | Bielorrusia | 0   | 1     | 0      | 1     |
| 4    | Francia     | 0   | 0     | 2      | 2     |

- Datos: Q780638